# Кула (Звечан)
Кула (алб. Kullë) је насеље у општини Звечан, Косово и Метохија, Република Србија.

## Демографија
Према проценама из 2009. године које су коришћене за попис на Косову 2011. године, ово место је ненасељено.
| Година       | 1948 | 1953 | 1961 | 1971 | 1981 | 1991 | 2011 |
| ------------ | ---- | ---- | ---- | ---- | ---- | ---- | ---- |
| Становништво | 19   | 20   | 31   | 12   | 9    | 35   | 0    |

|  |